# برت لیولین
برت لیولین (انگلیسی: Bert Llewellyn; ۵ فوریهٔ ۱۹۳۹ – ۸ سپتامبر ۲۰۱۶) بازیکن فوتبال اهل بریتانیا بود.
از باشگاه‌هایی که در آن بازی کرده‌است می‌توان به باشگاه فوتبال والسال، باشگاه فوتبال کرو آلکساندرا، باشگاه فوتبال ویگان اتلتیک، باشگاه فوتبال اورتون، باشگاه فوتبال پورت ویل، و باشگاه فوتبال نورث‌همپتون تاون اشاره کرد.